# فيارويا ديل كامبو
بلدية فيارويا ديل كامبو (بالإسبانية: Villarroya del Campo) هي بلدية تقع في مقاطعة سرقسطة التابعة لمنطقة أراغون شمال شرق إسبانيا.

## الديموغرافيا
بلغ عدد سكان بلدية فيارويا ديل كامبو 81 نسمة عام 2011 (وفقاً للمعهد الوطني الإسباني للإحصاء).
| 83 | 89 | 81 | 78 | 78 | 74 | 81 |